# Либенталь (Одесская область)
Либенталь (укр. Лібенталь, до 2016 г. — Ленинталь), во время немецко-румынской оккупации называлось — Адольфсталь) — село, входящее в Йосиповский сельсовет Овидиопольского района Одесской области Украины. Население по переписи 2001 года составляло 414 человека (218 мужчин и 233 женщины), 90 домов. . Занимает площадь 1,149 км². Почтовый индекс — 67811. Телефонный код — 4851. Код КОАТУУ — 5123781602.

## История
Немецкая колония Лебинталь основана в 1925 году немцами-переселенцами из соседней колонии Гросс-Либенталь. Во время коллективизации действовало ТСОЗ (Товарищество по совместной обработке земли), а потом колхоз «Роте Фане» («Красное знамя»). До войны дети обучались в соседних селах — Йозефсталь и Гросс-Либенталь. Оккупировано румынами 31.08.1941 г., освобождено — 11.04.1944 г. частями Восьмой Армии. Во время оккупации было переименовано в Адольфсталь (нем. Adolfstal, в честь А.Гитлера). В 1943 году в селе проживало 265чел. Немецкое население выселено 20.03.1944.
После войны заселялось выходцами из других мест. В 1968 г. — 55 дворов (177чел.).
Колония Лебинталь входила в состав Либентальского колонистского округа Одесского уезда (1805—1861 гг.), Гросслибентальской (Мариинской) волости Одесского уезда (1861—1926 гг.), Спартаковского национального немецкого района Одесского округа (1926-1939 гг.), Овидиопольского района (с1939 г.).

## Местный совет
67811, Одесская обл., Овидиопольский р-н, с. Йосиповка, ул. Ленина, 79.